# Stedenmaagd Amsterdamse Bos
De Stedenmaagd Amsterdamse Bos is een beeld in het Amsterdamse Bos. Het bos ligt grotendeels in de gemeente Amstelveen, maar is in eigendom en beheer bij de gemeente Amsterdam. Het beeld staat nog net in de gemeente Amsterdam, aan de grens met Amstelveen.
Het beeld is gemaakt door de beeldhouwer Friedrich Schierholz (1840-1894) voor de ingang van het Vondelpark aan de Stadhouderskade. Het is 2,53 meter hoog. Het werd gemaakt in opdracht van het parkbestuur om het park meer aanzien te geven ten tijde van de Internationale Koloniale en Uitvoerhandel Tentoonstelling in 1883. Het werd geplaatst op een van de pijlers van het hekwerk uit dezelfde tijd van Alexander Linnemann.
De Stede(n)maagd is een verpersoonlijking van de stad Amsterdam. Zij zit op een zetel, in haar linkerhand houdt zij een schild vast met het wapen van Amsterdam, en met haar rechterhand nodigde zij wandelaars uit het park te betreden. Op 6 oktober 1953 werd het Vondelpark overgedragen aan de Gemeente Amsterdam. De Vereniging tot aanleg van een rij- en wandelpark te Amsterdam schonk toen ook de Stede(n)maagd aan de gemeente. 
Op 12 november 2009 is het beeld van Luxemburgs zandsteen uit Larochette bij het Vondelpark verwijderd. Het was sterk aan verval onderhevig en was al vele malen gerepareerd. Bovendien liet het drukke verkeer over de Stadhouderskade haar sporen na op het beeld. Het beeld werd vervolgens opnieuw gerestaureerd.
Op 18 juni 2014 werd het geplaatst aan de Koenenkade, bij de ingang van het Amsterdamse Bos bij brug 501. Het staat daar op een sokkel van cortenstaal tussen het spoor van de Electrische Museumtramlijn Amsterdam en de Sportasroute richting Amsterdam-Zuid. In de sokkel is de titel in het cortenstaal gefreesd. Het kreeg toen waarschijnlijk ook haar tussen-n.

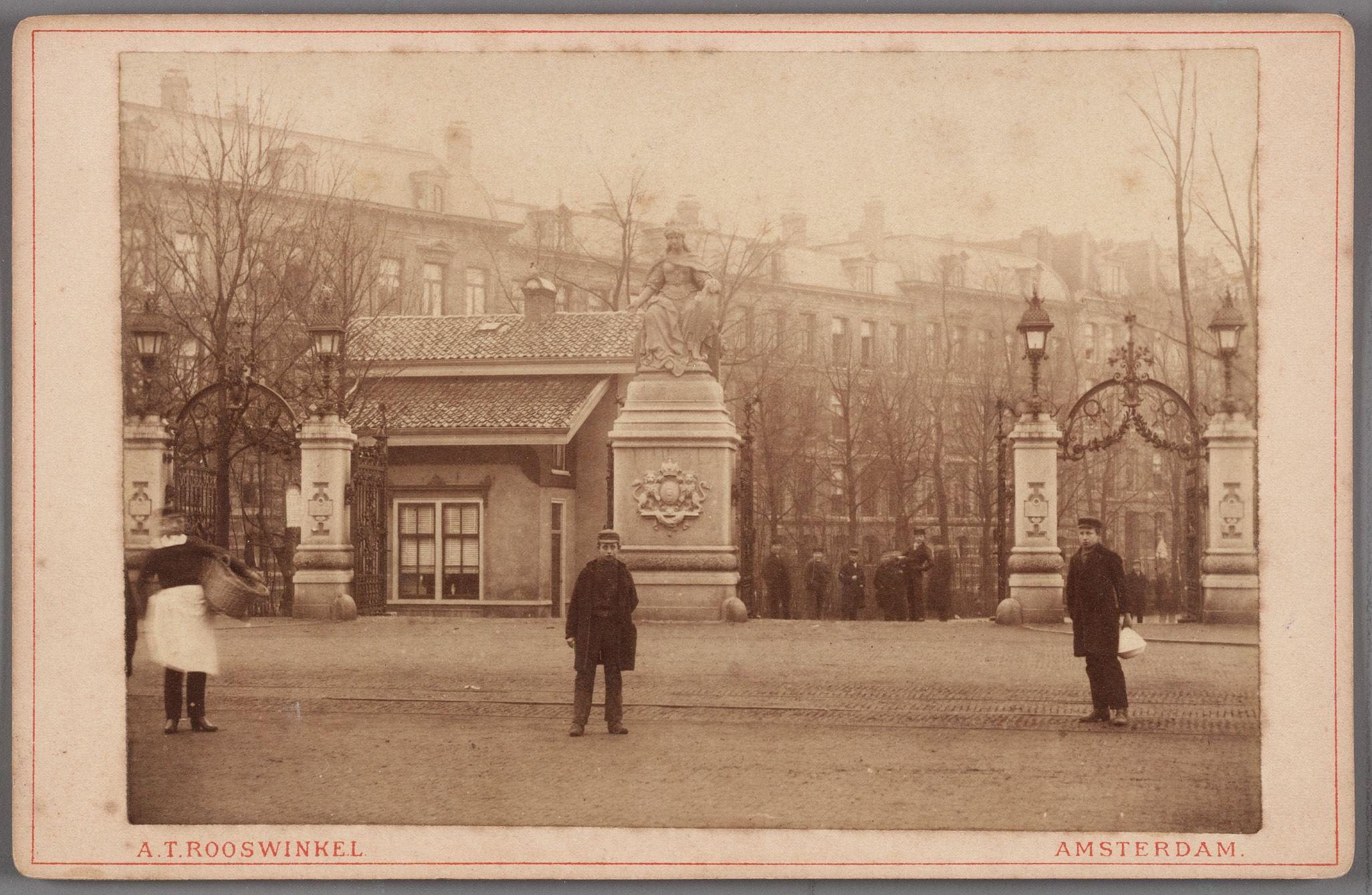
De Stedemaagd (Amsterdam) op haar oorspronkelijke plaats Stadhouderskade (circa 1883)